# 正白旗
正白旗（穆麟德轉寫：gulu šanggiyan gūsa），又作「整白旗」，清代八旗之一，以旗色纯白而得名。与镶黄旗、正黄旗并称为「上三旗」。

正白旗

皇太極继位后，正白旗、鑲白旗与正黄旗、镶黄旗互换旗分:158。天聪九年（1635年）后，在八旗排序中，位于镶黄旗、正黄旗之后。崇德八年（1643年），正白旗与镶白旗互换旗分:9—10。顺治帝亲政后，为正白旗旗主。正白旗与镶黄旗、正黄旗同为上三旗。

## 简介
正白旗、鑲白旗的创立与努尔哈赤长子褚英相关。褚英曾代父执掌国政，专主国人五千家、牧群八百等物。乙卯年（1615年）八月，褚英被父亲努尔哈赤处死，并收回禇英专主的国人、阿哈、牧群、敕書及其他财产。当年，努尔哈赤编立八旗:157。
朝鲜王朝郑忠信、1621年的奏疏中，正白旗称为“白旗无画”旗，鑲白旗称为“白旗画黄龙”旗，正白旗旗主为皇太極，镶白旗旗主为褚英之子杜度。正白旗固山額真为何和礼。当代研究者指出，到天命末年时，皇太極已是正白旗、鑲白旗旗主:156—157。
天命十一年（1626年），努尔哈赤逝世、皇太极继位。正白旗、镶白旗与正黄旗、镶黄旗互易旗分。努尔哈赤在世时，将大部分属人均分给同母的三子——阿濟格、多爾袞、多鐸，每人有十五牛录，自已保留十五牛录。皇太极主政后，将父亲努尔哈赤遗留的十五牛录，分给异母弟多铎。占有三十牛录的多铎成为新正白旗的旗主。正白旗的固山额真为喀克笃礼:158。
皇太極主政初期，为四大贝勒共治。当代研究者指，皇太极为与代善、阿敏、莽古爾泰抗衡，蓄意培植正白旗、镶白旗实力，养成两旗旗主多铎、多爾袞的权势:159。《瀋陽往還日記》中天聪五年（1631年）的记载，称正白旗为白旗:160。天聪九年（1635年），皇太极与代善产生矛盾。为压抑代善，在八旗排序时，将代善所领的正红旗由第三位降至第四位，位于正白旗之后:9—10。
崇德八年（1643年）八月，皇太極逝世。鑲白旗旗主多爾袞与皇太极长子豪格竞争帝位。多爾袞依靠自已所领的镶白旗、弟弟多鐸所领的正白旗支持，扶立皇太极幼子福临，即顺治帝继承帝位:161。
多爾袞为摄政王时期，则是正白旗旗主，其弟多鐸则为镶白旗旗主。中国学界对兄弟二人领旗问题存在争议。清史学家孟森认为，多尔衮始终是正白旗旗主。其他学者认为，多尔衮先为镶白旗旗主，后改领正白旗:1。研究者杜家骥根据旗人旗籍变化的纪录，推测在崇德八年（1643年）九月至十一月间，八旗排序第三位的正白旗与第五位的镶白旗互换旗纛，改变旗分。成为新正白旗旗主的多尔衮，依靠互换旗纛，获得仅次于皇帝，即两黄旗旗主的政治地位。崇德八年十月，多铎因谋夺范文程之妻，其十五牛录被调入多尔衮旗下，而多尔衮旗下之阿濟格及其牛录被调入多铎旗下。杜家骥认为对多铎的处罚大体出于多尔衮的政治需求，互换旗纛与之发生于同一时间。牛录的调整亦使正白旗、镶白旗下属的牛录保持大致持平，各成整旗规模。多尔衮成为独领正白旗的全旗之主:9—10。
顺治七年（1650年）十二月，多尔衮逝世。次年年初，顺治帝对多尔衮展开政治清算，正白旗也改由清朝皇帝亲自统帅，成为八旗“上三旗”之一。
与其他旗分相同，正白旗分为满洲、蒙古、汉军三部分。清朝末期，正白旗下辖86个整佐领，兵丁两万六千人，家眷总人口约13万人。

## 正白旗名人

### 满洲
- 多尔衮
- 多铎
- 董鄂妃
- 曹雪芹（實為內務府旗鼓佐領即包衣漢軍）
- 阿桂
- 多隆阿
- 荣禄
- 裕德龄
- 幼蘭
- 廕昌
- 婉容
- 璷妃
- 婉贵妃

### 蒙古
- 明安圖（乾隆後屬察哈爾正白旗）
- 納木扎勒
- 三多

### 汉军
- 朱之琏
- 陳夢球
- 富明阿
- 寿山
- 白文選
- 商衍鎏